# Asthenes pudibunda
El canastero peruano (Asthenes pudibunda), también denominado canastero de los cañones, canastero de las quebradas o piscuiz peruano, es una especie de ave paseriforme de la familia Furnariidae perteneciente al numeroso género Asthenes. Es nativa del centro oeste de Sudamérica.

## Distribución y hábitat
Se distribuye a lo largo de la pendiente árida del Pacífico de los Andes, desde el noroeste de Perú hacia el sur hasta el norte de Chile.
Esta especie es considerada poco común y local en sus hábitats naturales: las laderas andinas rocosas y las quebradas con arbustos dispersos y árboles bajos, algunas veces en bosques dominados por Polylepis, entre los 2500 y 4000 m de altitud.

## Sistemática

### Descripción original
La especie A. pudibunda fue descrita por primera vez por el zoólogo británico Philip Lutley Sclater en 1874 bajo el nombre científico Synallaxis pudibunda; la localidad tipo es: «Obrailla, cerca de Canta, Lima, Perú».

### Etimología
El nombre genérico femenino «Asthenes» deriva del término griego «ασθενης asthenēs»: insignificante; y el nombre de la especie «pudibunda», del latín: modesto, tímido, vergonzoso.

### Taxonomía
Los datos genéticos indican que esta especie es hermana de Asthenes vilcabambae. Las diferencias de plumaje de la subespecie grisior posiblemente se deban a variación clinal, son necesarios más estudios. La subespecie propuesta saturata (del oeste de Perú) es indistinguible de la subespecie neglecta.

### Subespecies
Según las clasificaciones del Congreso Ornitológico Internacional (IOC) y Clements Checklist v.2019 se reconocen tres subespecies, con su correspondiente distribución geográfica:
- Asthenes pudibunda neglecta (Cory, 1916) – noroeste de Perú a occidente de los Andes (La Libertad, Áncash).
- Asthenes pudibunda pudibunda (P.L. Sclater, 1874) – oeste de Perú (Lima).
- Asthenes pudibunda grisior Koepcke, 1961 – Andes del suroeste de Perú (Huancavelica hasta Tacna) y norte de Chile (norte de Tarapacá).